# František Janalík
František Janalík (20. ledna 1883 Rymice – 19. listopadu 1946 Mysletice) byl československý rolník a politik, meziválečný poslanec Národního shromáždění za Československou stranu lidovou.

## Biografie
Většinu života prožil jako rolník v Mysleticích u Telče. Proslul jako pořadatel přednášek pro mládež a zakladatel mnoha místních skupin mládeže. Od roku 1906 byl žurnalisticky činný a psal i básně. Byl členem mnoha spolků s vazbami na katolickou církev. Po 1. světové válce byl zvolen starostou Mysletic.
V parlamentních volbách v roce 1920 byl zvolen za lidovce do Národního shromáždění. Mandát obhájil v parlamentních volbách v roce 1925, parlamentních volbách v roce 1929 i parlamentních volbách v roce 1935. Poslanecké křeslo si oficiálně podržel do formálního zrušení parlamentu roku 1939, přičemž krátce předtím ještě v prosinci 1938 přestoupil do nově vzniklé Strany národní jednoty.
Profesí byl rolníkem. Podle údajů z roku 1935 bydlel v Mysleticích.
Za německé okupace pracoval v Mysleticích v družstevních a hospodářských podnicích, které kdysi sám zakládal. Během války navázal spojení s domácím odbojovým hnutím v okolí Telče. Po prozrazení skupiny v roce 1943 byl zatčen gestapem, vězněn v Jihlavě a tam při výsleších týrán. V průběhu soudního procesu byl však pro nedostatek důkazů osvobozen. V prosinci 1943 byl propuštěn na svobodu, vězení se však podepsalo na jeho zdravotním stavu a krátce po válce zemřel.